# Тринадесета артилерийска бригада
Тринадесета артилерийска бригада е българска артилерийска бригада формирана през 1917 година и взела участие в Първата световна война (1915 – 1918).

## История
Тринадесета артилерийска бригада е формирана на 12 декември 1917 г. със заповед по артилерията на Беломорската отбрана в Гюмюрджина, като в състава ѝ влизат 25-и артилерийски полк (първоначално сборен артилерийски полк) и 26-ви артилерийски полк. За командир на бригадата е назначен полковник Георги Тодоров.
По-късно за командир на бригадата е назначен полковник Зафир Чобанов. Тринадесета артилерийска бригада е разформирана през ноември 1918 г.

## Командири
Званията са към датата на заемане на длъжността.
| №  | звание    | име            | дати                 |
| -- | --------- | -------------- | -------------------- |
| 1. | Полковник | Зафир Чобанов  | Първа световна война |
| 2. | Полковник | Георги Тодоров | от август 1918       |